# Saint-Dézéry
Saint-Dézéry är en kommun i departementet Gard i regionen Occitanien i södra Frankrike. Kommunen ligger i kantonen Saint-Chaptes som tillhör arrondissementet Nîmes. År 2022 hade Saint-Dézéry 459 invånare.

## Befolkningsutveckling
Antalet invånare i kommunen Saint-Dézéry
Referens:INSEE